# Trnovska mafija drugič
Trnovska mafija drugič je roman slovenskega pisatelja Dima Zupana, ki je izšel leta 1997. Gre za nadaljevanje zgodbe romana Trnovska mafija in drugi del trilogije, ki jo je zaključilo delo Trnovska mafija – v tretje gre rado (2003).

## Vsebina
Člani Trnovske mafije so povabili sošolca Marjančka in Jako na šolski ples, kjer naj bi bili vsi v pižamah. To seveda ni bilo res, zato sta se dečka precej osramotila pred vsemi učenci šole. Odločila sta se maščevati. Nihče se ju ni bal, a bila sta vztrajna.
Bil je poletni dan, ko se je druščina odločila odigrati namizni tenis. Svoja oblačila so pustili v garderobi in odšli v dvorano. Medtem sta jim Marjanček in Jaka uničila vse obleke, raztrgala sta jih z nožem. Mafijci so bili presenečeni in prestrašeni. Ker je žalostni Miha čutil, da prihaja maščevanje iz Trnovskega gozda, so odšli na izlet s kolesi ter raziskovali. Nekaj nesrečnih naključij jih je pripeljalo do padca v brezno, od koder ni mogel nihče ven. Starši so sprožili preiskovalno akcijo in klicali policijo. Skrbelo je tudi Marjančka in Jako, saj sta se počutila krivo. Nož, s katerim sta prerezala obleke, je prihajal iz Trnovskega gozda, zato je žalostni Miha predlagal izlet v tisti konec Slovenije. Jeze je bilo kmalu konec, tudi onadva sta odšla iskat svoje prijatelje. Kmalu sta jih našla in jih rešila iz brezna, nato pa so skupaj odšli proti Ljubljani. Trnovska mafija je dobila še dva nova člana – Marjančka in Jako.

## Analiza besedila
Zgodba je nadaljevanje knjige Trnovska mafija. V knjigi le kratek čas nastopajo vsi člani mafije, saj se mala Nika odločila izpustiti kolesarski izlet zaradi pomanjkanja kondicije.  Avtor besedila je stopnjeval zgodbo hitro. Ko bralec meni, da se bodo stvari uredile in problemi rešili, je presenečen, saj nastane nov problem in nato spet nov itd. Otroško nagajanje in izzivanje med sošolci je prisotno v vseh šolah, zato bi se lahko dogajala zgodba kadarkoli. Dogajalna kraja sta Ljubljana in Kočevski rog, ki ga avtor skozi knjigo opisuje. Glavni temi besedila sta raziskovanje mafijcev in reševanje mafijcev iz brezna v Kočevskem rogu. Poleg glavnih tem najdemo notri tudi prve ljubezni med Metko in Mihom.